# She-Hulk: Neuvěřitelná právnička
She-Hulk: Neuvěřitelná právnička (v anglickém originále She-Hulk: Attorney at Law) je americký televizní seriál, založený na stejnojmenné postavě z komiksů nakladatelství Marvel Comics. Autorkou seriálu je Jessica Gao a byl vysílán na streamovací platformě Disney+ v roce 2022. Seriál bude součástí Marvel Cinematic Universe.
V hlavních rolích se objevila Tatiana Maslany jako She-Hulk, Mark Ruffalo jako Hulk, Tim Roth si zopakoval roli Abominationa z předchozího filmu a Benedict Wong jako Wong. Scénář seriálu napsala Jessica Gao a režírovat ho bude Kat Coiro.
Seriál She-Hulk: Neuvěřitelná právnička se začal vysílat 18. srpna 2022 a skládá se z devíti epizod.

## Obsazení
- Tatiana Maslany (český dabing: Berenika Kohoutová) jako Jennifer Walters / She-Hulk – právnička, která se specializuje na případy týkající se vylepšených lidí, dokáže se proměnit na velké, zelené monstrum stejně jako její bratranec Bruce Banner.[8][9]
- Mark Ruffalo (český dabing: Pavel Šrom) jako Bruce Banner / Hulk – Avenger, geniální vědec a bratranec Waltersové, který po experimentování s gama zářením získal nadlidskou sílu.[10][11]
- Tim Roth (český dabing: Zdeněk Podhůrský) jako Emil Blonsky / Abomination – bývalý důstojník, který spojil sérum supervojáka a gama záření, což vedlo k proměně v humanoidní monstrum silnější než Hulk.[12]
- Benedict Wong (český dabing: Igor Bareš) jako Wong[3]
- Ginger Gonzaga (český dabing: ?) jako Nikki, nejlepší přítelkyně Waltersové.[13]
- Renée Elise Goldsberry (český dabing: Martina Kechnerová) jako Amelia[13]
- Jameela Jamil (český dabing: Ladislava Něrgešová) jako Titania – soupeřka She-Hulka s obrovskou silou.[13]
- Charlie Cox (český dabing: Ondřej Gregor Brzobohatý) jako Matthew „Matt“ Murdock / Daredevil

Dále Anais Almonte a Josh Segarra byli obsazeni do neznámých rolí.

## Seznam dílů
| Č. v seriálu | Původní název                                     | Český název                                | Režie        | Scénář                                        | Premiéra v USA |
| ------------ | ------------------------------------------------- | ------------------------------------------ | ------------ | --------------------------------------------- | -------------- |
| 1            | A Normal Amount of Rage                           | Normální nával zlosti                      | Kat Coirová  | Jessica Gaová                                 | 18. srpna 2022 |
| 2            | Superhuman Law                                    | Superlidské právo                          | Kat Coirová  | Jessica Gaová                                 | 25. srpna 2022 |
| 3            | The People vs. Emil Blonsky                       | Lid versus Emil Blonsky                    | Kat Coirová  | Francesca Gailesová a Jacqueline J. Gailesová | 1. září 2022   |
| 4            | Is This Not Real Magic?                           | Není tohle pravé kouzlo?                   | Kat Coirová  | Melissa Hunterová                             | 8. září 2022   |
| 5            | Mean, Green, and Straight Poured into These Jeans | Zelená panenka, v těsných džínách roštěnka | Anu Valiaová | Dana Schwartzová                              | 15. září 2022  |
| 6            | Just Jen                                          | Prostě Jen                                 | Anu Valiaová | Kara Brownová                                 | 22. září 2022  |
| 7            | The Retreat                                       | Resort                                     | Anu Valiaová | Zeb Wells                                     | 29. září 2022  |
| 8            | Ribbit and Rip It                                 | Kváknu a fláknu                            | Kat Coirová  | Cody Ziglar                                   | 6. října 2022  |
| 9            | Whose Show Is This?                               | Čí je tenhle seroš?                        | Kat Coirová  | Jessica Gaová                                 | 13. října 2022 |